# Chojnów
Artikeln handlar om staden Chojnów i Nedre Schlesiens vojodskap i sydvästra Polen. För byn Chojnów i Masoviens vojvodskap i östra Polen, se Chojnów, Masoviens vojvodskap.
Chojnów [ˈxɔjnuf], tyska: Haynau, är en stad i sydvästra Polen, belägen i distriktet Powiat legnicki i Nedre Schlesiens vojvodskap, 18 kilometer väster om staden Legnica. Administrativt utgör staden en stadskommun, med 14 016 invånare i juni 2014.

## Geografi
Staden är belägen vid floden Skora.

## Historia
Orten Haynau omnämns första gången i skriftliga källor 1272 och erhöll stadsrättigheter 1333. Staden ligger i det historiska landskapet Schlesien och lydde under tidig medeltid under de polska hertigarna av den schlesiska grenen av huset Piast. Den tillföll kungariket Böhmen på 1300-talet och lydde tillsammans med Böhmen under kejsarna av huset Habsburg från början av 1500-talet. Efter österrikiska tronföljdskriget blev staden 1742 del av kungadömet Preussen.
Under sjätte koalitionskriget stod här 26 maj 1813 slaget vid Haynau, där en preussisk kavalleristyrka under Gebhard Leberecht von Blücher besegrade den franska kåren under Nicolas-Joseph Maison.
Staden kom genom Potsdamöverenskommelsen 1945 efter andra världskriget att tillfalla Folkrepubliken Polen och döpas om till Chojnów av de polska myndigheterna. Den tyskspråkiga befolkningen fördrevs och ersattes gradvis med polska bosättare och flyktingar under åren efter kriget.

## Kända invånare
- Oswald Lange (1912-2000), tysk-amerikansk raketforskare och ledare för Saturn V-projektet.
- Horst Mahler (född 1936), jurist och politisk extremist.
- Georg Michaelis (1857–1936), politiker, Tysklands rikskansler juli-oktober 1917.
- Johann Wilhelm Ritter (1776–1810), fysiker.
- Wilhelm Sander (1838–1922), psykiater.